# USS Delaware (1820)
Pour les autres navires du même nom, voir USS Delaware.
L'USS Delaware est un vaisseau de 74 canons de classe Delaware de l'US Navy dont la construction a commencé en 1817. Il est lancé en 1820 et entre en service en 1828. Le navire est nommé en l'honneur de l'état américain du Delaware.

## Histoire
La quille de l’USS Delaware est posée au chantier Norfolk Navy Yard en août 1817. Le navire est lancé le 21 octobre 1820. Il reste en réserve au chantier jusqu'à ce que le 27 mars 1827, on ordonne de le réparer et de l’armer pour sa mise en service dans l’US Navy.
L'USS Delaware prend la mer le 10 février 1828 sous le commandement du capitaine J. Downs pour devenir le navire amiral du commodore W. M. Grue en Méditerranée. Arrivée dans la baie d'Algésiras, en Espagne, le 23 mars, le navire sert les intérêts commerciaux et diplomatiques Américains dans cette région avant de retourner à Norfolk le 2 janvier 1830.
Delaware est désarmé une première fois le 10 février à Norfolk où il reste en réserve jusqu'en 1833. Lors de la cérémonie de réarmement le 15 juillet 1833, l’USS Delaware accueille le président Andrew Jackson à son bord le 29 juillet, et fait tirer ses canons en l’honneur du président. Le lendemain, il s'embarque pour la Méditerranée, où il sert comme navire amiral du commodore DT Patterson dans une  mission de protection des droits et des biens des citoyens américains jusqu'à son retour à Hampton Roads le 16 février 1836.
Le navire est à nouveau placé en réserve du 10 mars 1836 au 7 mai 1841, où il est réarmé pour des opérations locales à Norfolk. Le 1er novembre 1841, le Delaware, commandé par le commodore Charles Morris, rejoint le Brazil Squadron en patrouille au large des côtes du Brésil, de l'Uruguay et de l'Argentine pour représenter les intérêts américains pendant des troubles politiques qui traversent  ces pays. Le 19 février 1843, il prend la mer à Rio de Janeiro pour rejoindre la Méditerranée.
Le Delaware revient à Hampton Roads le 4 mars 1844. Il est définitivement désarmé au Norfolk Navy Yard le 22 mars 1844. L’USS Delaware est sabordé par le feu le 20 avril 1861 avec d'autres navires pour éviter qu’ils ne tombent dans les mains des confédérés lors de la Guerre de Sécession.